# Tongatapu

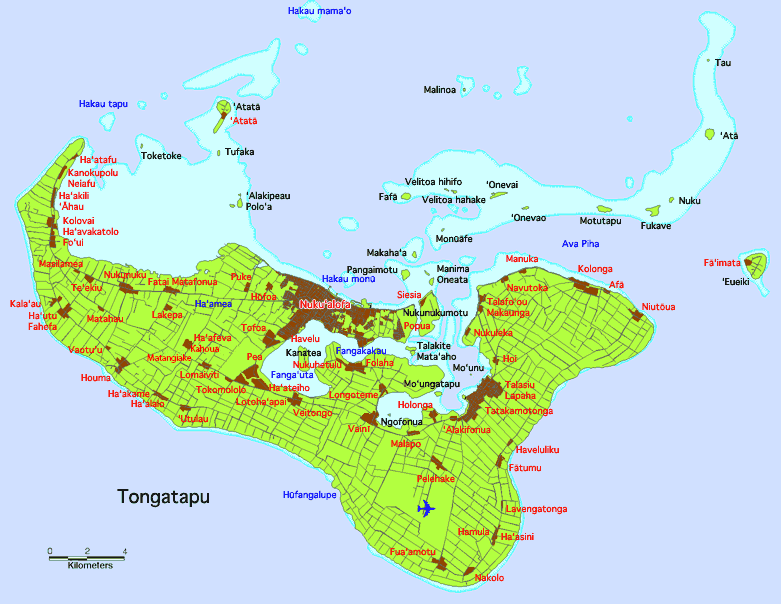
Harta insulei

Tongatupu este insula principală a Regatului Tonga, aici aflându-se capitala țării, Nuku'alofa, și rezidența regelui, Tupou al VI-lea.